# John Doe (série télévisée)
Pour les articles homonymes, voir John Doe (homonymie) et Doe.
John Doe est une série télévisée américaine en 21 épisodes de 43 minutes, créée par Brandon Camp et Mike Thompson et diffusée entre le 20 septembre 2002 et le 25 avril 2003 sur le réseau FOX.
En France, la série a été diffusée à partir du 28 août 2003 sur M6 dans le cadre de La Trilogie du samedi puis diffusée sur W9 et Série Club. Elle reste inédite dans les autres pays francophones.

## Synopsis
Un homme se réveille sur une ile au large de Seattle (État de Washington), complètement nu. Victime d'amnésie, il est incapable de dire qui il est. Cependant, il semble doté d'une culture générale absolument infaillible, un pouvoir qu'il ne s'explique pas et qui le dépasse… En effet, "John Doe", comme l’appelleront les autorités (nom utilisé par les forces de l'ordre des États-Unis pour désigner les victimes non identifiées), connaît tout ce qui est humainement possible de connaître, sauf son passé.
Bien décidé à trouver des réponses sur son identité, il décide de mener son enquête, tout en aidant les gens dans le besoin qui croiseront sa route. Mais dans l'ombre, une mystérieuse organisation le surveille et le manipule…

## Distribution

### Acteurs principaux
- Dominic Purcell (VF : Éric Aubrahn) : John Doe[1]
- John Marshall Jones (VF : Frantz Confiac) : Frank Hayes
- Jayne Brook (VF : Stéphanie Lafforgue) : Jamie Avery
- Sprague Grayden (VF : Véronique Alycia) : Karen Kawalski
- William Forsythe (VF : Philippe Vincent) : Digger

### Acteurs récurrents
- Rekha Sharma : Stella
- David Lewis : Stu
- Michelle Hart : Nance Fenton
- Grace Zabriskie : Yellow Teeth
- Gary Werntz : Trenchcoat
- David Parker : détective Roosevelt
- Gabrielle Anwar : Rachel
- Matt Winston (en) : Samuel Donald Clarkson

 Source et légende : version française (VF) sur RS Doublage

## Épisodes
1. En quête d'identité (Pilot)
2. Œil pour œil (Blood Lines)
3. Hypnose (Do Re: Me)
4. Étrange ressemblance (Past Imperfect)
5. Le Naufragé (John Deux)
6. En toute confiance (Low Art)
7. Casse-tête (Mind Games)
8. Le Phœnix (Idaho)
9. Panique en plein ciel (Manifest Destiny)
10. Le Pleureur (The Mourner)
11. Qui perd gagne (John D.O.A)
12. Infrason (Tone Dead)
13. Une famille idéale (Family Man)
14. Et tu renaîtras de tes cendres (Ashes to Ashes)
15. La Traque (Psychic Connection)
16. XR-74 (Illegal Alien)
17. Prise d'otages (Doe or Die)
18. Intelligence artificielle (Save as… John Doe)
19. Un homme ordinaire (Shock to the System)
20. Télévoyance (Remote Control)
21. Jusqu'à la fin… (The Rising)

## Fin de la série, Qui est John Doe?
Cette série n'a connu qu'une seule saison en raison de mauvaises audiences aux États-Unis. Malgré de très bons débuts pour la diffusion de l'épisode pilote, la Fox décidera en avril 2003 de ne pas renouveler la série pour une deuxième saison, et ce, malgré les nombreuses protestations des fans, mais aussi de l'équipe de la série. Cependant, la série ayant été plutôt bien accueillie en France, un téléfilm fut en projet pour clore l'histoire, comme annoncé par M6 à la suite de la diffusion du dernier épisode.
L'absence d'informations à ce sujet a engendré de nombreuses pétitions pour que la série ait une deuxième saison plutôt qu'un téléfilm. À ce jour, il n'est plus prévu ni autre saison, ni téléfilm : John Doe est officiellement abandonné.
Un des producteurs a alors révélé la véritable identité du personnage principal. L'organisation Phoenix conduisait des recherches sur l'expérience de mort imminente, car la somme des connaissances de l'univers serait accessible au moment de la mort. John Doe aurait donc été tué puis ramené à la vie pour acquérir ces connaissances. La fin de la série aurait dû révéler que le leader de l'organisation n'était pas son ami Digger, mais un homme qui aurait pris son apparence physique.

## Commentaires
- Dans la série, le personnage principal, John, conduit une voiture de collection de type AC Cobra verte.

- La première version du pilote, tournée en 2002 mais jamais diffusée, comprenait un casting différent. Elizabeth Lackey (Heroes) interprétait ainsi le rôle de Jamie Avery tandis que Azura Skye incarnait Karen Kawalski. Seuls les personnages de John Doe et Frank Hayes ont conservé leurs acteurs respectifs[5].
- Une erreur scénaristique est à noter dans l'épisode 4 "Étrange ressemblance" : John Doe présente l'inspecteur Hayes à Digger alors que dans l'épisode 3 les présentations étaient déjà faites.
- Malgré l'arrêt de la série à la fin de la première saison, elle devait en compter au minimum trois. La seconde devait permettre à John d'en savoir plus sur lui, mais aussi sur l'organisation Phoenix et l'implication de son ami Digger au sein même de cette organisation. Dans la saison 3, John Doe devait faire face à l'organisation pour les arrêter dans leurs expériences, mais son action sera voué à l'échec si celui-ci ne prend pas connaissance de ses capacités à son maximum.
- Le personnage de Karen Kawalski ne devait pas mourir, le personnage de la jeune fille tombant soudainement dans le coma. Mais l'actrice interprétant le rôle n'acceptera pas de reprendre son rôle et les producteurs mettront fin à son contrat.
- Selon les scénarios déjà établis, John Doe serait l'un des cofondateurs de l'organisation Phoenix en compagnie de Digger. Les deux hommes devaient donc déjà se connaître avant que John ne se réveille nu et sans souvenir.
- Auteur du podcast populaire Diggination Alex Albrecht a fait une explication intéressante du noir et blanc de John Doe. Selon lui, une personne étant aux portes du paradis pour obtenir des réponses à toutes les questions possibles, fini par percevoir le monde incolore à son retour sur Terre.
- Au moins le mystère de qui est John Doe semble avoir pris fin, grâce aux paroles de son protagoniste, qui a dit dans une récente interview que «John Doe est le Messie retourné sur terre» et que le groupe mystérieux qui le poursuit et continue de se mêler de sa vie sont des agents du Vatican qui ne veulent pas sortir la vérité à la lumière de leurs informations que le Christ est ressuscité et de retour à nouveau parmi nous.